# Psaenythia pictipennis
Psaenythia pictipennis là một loài Hymenoptera trong họ Andrenidae. Loài này được Friese mô tả khoa học năm 1908.